# Steve Kazee
Steve Michael Kazee, né le 30 octobre 1975 à Ashland dans le Kentucky, est un acteur et chanteur américain. 
Il a remporté le Tony Award 2012 de la meilleure performance d'un acteur principal dans une comédie musicale pour Once. 

## Biographie

### Enfance et éducation
Steve Michael Kazee est né et a grandi à Ashland dans le Kentucky. Il est ancien élève du Fairview High School et de l'université d'État de Morehead. Il a déménagé à New York en 2002 et a reçu son Master of Fine Arts du Graduate Acting Program de la Tisch School of the Arts de l'université de New York.  

### Carrière
En 2006, il a joué Dumas Shepherd dans un épisode de la série télévisée Conviction. En 2007, il est apparu sous le nom de Michael Barlow dans Medium et de Mark Green dans Numb3rs. En 2008, il est apparu dans NCIS : Enquêtes spéciales dans le personnage de Michael Locke. En 2009, il a joué Dominic Humphreys dans Les Experts. Il a eu un rôle principal dans la série Working Class (en) de la CMT (2011), dans laquelle il jouait Nick Garrett. 
En 2013, il est apparu dans Elementary dans le rôle de Jeff Hines  et dans Drop Dead Diva en tant que Dustin Wycott. En 2015, il a joué Gus Pfender, un rôle récurrent dans les saisons 5 et 6 de la série Shameless de Showtime. 
En 2019, il a joué aux côtés d'Alyssa Milano, Zane Holtz et Jessica Harmon dans le téléfilm Mariage, Désirs ... et Imprévus ! réalisé par Kim Raver et son mari Manu Boyer. 

### Théâtre
Il est apparu dans As You Like It du New York Shakespeare Festival en juin 2005. Il est apparu dans Seascape à Broadway en novembre 2005 en tant que doublure de Leslie. En janvier 2006, il a joué le rôle de Timmy Cleary dans The Subject Was Roses, qui a été joué au Kennedy Center. Il a ensuite été choisi pour remplacer Sir Lancelot à Spamalot sur Broadway en avril 2006. En 2007, il a joué le rôle de Bill Starbuck dans 110 in the Shade (en) à Broadway. En 2008, il a joué Sobinsky dans To Be Or Not To Be, qui s'est déroulé du 16 septembre au 16 novembre au Théâtre Samuel J. Friedman. 
Il a joué le rôle de Guy dans l'adaptation scénique de Once. Il a créé le rôle en-dehors de Broadway lors de son ouverture au New York Theatre Workshop le 6 décembre 2011. Once a commencé les avant-premières à Broadway le 28 février 2012 et a ouvert ses portes le 18 mars 2012 au Théâtre Bernard B. Jacobs. Il a fait plusieurs apparitions télévisées faisant la promotion de Once, dont au Late Show with David Letterman et au Today Show. Il a remporté le Tony Award 2012 de la meilleure performance d'un acteur de premier plan dans une comédie musicale. Steve et le casting de Once ont remporté le Grammy Award du meilleur album de comédie musicale lors de la 55e cérémonie des Grammy Awards. 
Il figure sur la chanson de Christina Perri "A Thousand Years, Pt. 2", qui apparaît dans Twilight, chapitre V : Révélation (Original Motion Picture Soundtrack). 
En 2017, il a été annoncé qu'il jouerait dans l'adaptation scénique du film Pretty Woman (1990), aux côtés de Samantha Barks lors de ses débuts à Broadway. La comédie musicale, intitulée Pretty Woman: The Musical, est mise en scène par Jerry Mitchell et créée à Chicago en mars 2018 et inaugurée plus tard à Broadway en août 2018,. Après avoir joué Edward dans la production de Chicago, il a quitté Pretty Woman: The Musical pour des « raisons familiales ». Il a été remplacé par Andy Karl lorsque la production a été transférée à Broadway.

### Vie privée
Il était auparavant en couple avec l'actrice Megan Hilty de 2005 à 2012. 
Depuis octobre 2018, il partage la vie de l'actrice et danseuse américaine, Jenna Dewan. Le 24 septembre 2019, le couple annonce attendre leur premier enfant ensemble. Le 18 février 2020, il révèle sur Instagram qu'il s'est fiancé avec sa compagne Jenna Dewan. Le 6 mars 2020, Jenna donne naissance à leur fils, Callum Michael Rebel Kazee. Le 17 janvier 2024, le couple annonce attendre leur deuxième enfant ensemble. Le 14 juin 2024, Jenna donne naissance à leur fille Rhiannon Lee Kathryn Kazee.  

## Théâtre
Sources: Playbill; BroadwayWorld
| Année     | Titre                     | Rôle               | Théâtre                                 |
| --------- | ------------------------- | ------------------ | --------------------------------------- |
| 2005      | Comme il vous plaira      |                    | Shakespeare in the Park (New York City) |
| 2005-2006 | Seascape                  | Leslie (u/s)       | Booth Theatre                           |
| 2006      | The Subject Was Roses     | Timmy Cleary       | Kennedy Center                          |
| 2006      | Monty Python's Spamalot   | Personnages variés | Shubert Theatre                         |
| 2007      | 110 in the Shade (en)     | Bill Starbuck      | Studio 54                               |
| 2008      | Être ou ne pas être       | Sobinsky           | Théâtre Samuel J. Friedman              |
| 2011-2013 | Once                      | Gars               | Théâtre Bernard B. Jacobs               |
| 2018      | Pretty Woman: The Musical | Edward             | James M. Nederlander Theatre            |

## Filmographie

### Télévision
| Année     | Titre                               | Rôle               | Remarques                          |
| --------- | ----------------------------------- | ------------------ | ---------------------------------- |
| 2011      | Working Class (en)                  | Nick Garrett       | Rôle principal                     |
| 2013      | Elementary                          | Jeff Hines         | Épisode: Nous sommes tout le monde |
| 2013      | Drop Dead Diva                      | Dustin Wycott      | Épisode: Devinez qui vient         |
| 2015-2016 | Shameless                           | Gus Pfender        | 14 épisodes                        |
| 2016      | Nashville                           | Riff Bell          | 2 épisodes                         |
| 2016      | Drew                                | Ned Nickerson      | Pilote TV invendu (CBS)            |
| 2018      | Blindspot                           | Clem               | 2 épisodes                         |
| 2019      | The Walking Dead                    | Franck             | Épisode: Adaptation                |
| 2019      | Mariage, Désirs ... et Imprévus !   | Elliott Cartwright | Téléfilm                           |
| 2021-2025 | The Rookie : Le Flic de Los Angeles | Jason Wyler        | 5 épisodes                         |

## Distinctions
Sauf indication contraire ou complémentaire, les informations mentionnées dans cette section proviennent de la base de données IMDb
| Année | Prix                       | Catégorie | Travail | Résultat   |
| ----- | -------------------------- | --- | ------- | ---------- |
| 2012  | Tony Awards                | Meilleure performance d'un acteur principal dans une comédie musicale                                                          | Once    | Lauréat    |
| 2012  | Drama League Award         | Performance distinguée | Once    | Nomination |
| 2012  | Outer Critics Circle Award | Acteur exceptionnel dans une comédie musicale                                                                                  | Once    | Nomination |
| 2013  | Grammy Awards              | Meilleur album de théâtre musical (partagé avec Cristin Milioti, Steven Epstein, Martin Lowe, Glen Hansard et Markéta Irglová) | Once    | Lauréat    |